# 57a edició dels Premis Sant Jordi de Cinematografia
La 57a edició dels Premis Sant Jordi de Cinematografia va tenir lloc en 2013. Com en anys anteriors, un jurat compost per vint crítics cinematogràfics de Barcelona i presidit per Conxita Casanova va decidir mitjançant votació els destinataris dels premis Sant Jordi que Ràdio Nacional d'Espanya (RNE) concedeix anualment al cinema espanyol i estranger en els set apartats competitius i que en aquesta edició distingeixen a les pel·lícules estrenades a Catalunya al llarg de l'any 2012. Aquest sistema d'elecció fa que els premis estiguin considerats com un premi de la crítica barcelonina. El director d'RNE, Manuel Ventero, va afirmar que els premis «pretenen incentivar el talent en la indústria del cinema, la catalana en particular, i donar suport al cinema espanyol».
A més, la pròpia RNE va atorgar el Premi Sant Jordi a la trajectòria professional a l'actor Emilio Gutiérrez Caba, que havia participat en més de vuitanta pel·lícules des de la dècada de 1960. El Premi especial a la indústria, patrocinat per la Generalitat de Catalunya, va ser concedit a l'empresa Servicevisión, pel seu destacat servei tècnic a la indústria cinematogràfica, exemple del qual són les pel·lícules de les sèries d'El senyor dels anells o de James Bond. Finalment, els oïdors de Ràdio 4 van atorgar per votació popular les denominades Roses de Sant Jordi a les millors pel·lícules espanyola i estrangera.
Els premis van ser lliurats en una cerimònia celebrada el 15 d'abril de 2013 en l'antiga fàbrica de cervesa de Damm de Barcelona. Van actuar com a presentadors els periodistes de Ràdio Nacional d'Espanya Toni Marín i Mara Peterssen.

## Premis Sant Jordi

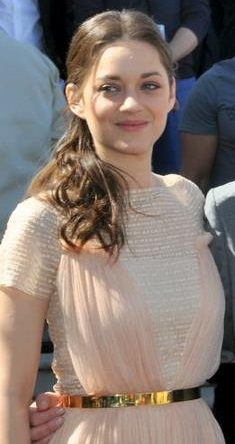
Marion Cotillard va ser una de les premiades.

| Categoria                              | Premiat               | Labor premiada                                        |
| -------------------------------------- | --------------------- | ----------------------------------------------------- |
| Millor pel·lícula espanyola            | Blancaneu             | Pel·lícula                                            |
| Millor actor en pel·lícula espanyola   | José Sacristán        | Madrid, 1987                                          |
| Millor actriu en pel·lícula espanyola  | Leticia Dolera        | REC 3: Gènesi De tu ventana a la mía                  |
| Millor òpera prima                     | Animals               | Pel·lícula                                            |
| Millor pel·lícula estrangera           | A la casa             | Pel·lícula                                            |
| Millor actor en pel·lícula estrangera  | André Dussollier      | Les males herbes                                      |
| Millor actriu en pel·lícula estrangera | Marion Cotillard      | De rovell i d'os El cavaller fosc: la llegenda reneix |
| Premi especial a la indústria          | Servicevisión         | Mitjans tècnics                                       |
| Premi a la trajectòria professional    | Emilio Gutiérrez Caba | Trajectòria                                           |

## Roses de Sant Jordi
| Categoria                    | Premiat        |
| ---------------------------- | -------------- |
| Millor pel·lícula espanyola  | The Impossible |
| Millor pel·lícula estrangera | Intocable      |